# Meiogyne mindorensis
Meiogyne mindorensis är en kirimojaväxtart som först beskrevs av Elmer Drew Merrill, och fick sitt nu gällande namn av E.C.H.van Heusden. Meiogyne mindorensis ingår i släktet Meiogyne och familjen kirimojaväxter. Inga underarter finns listade i Catalogue of Life.